# Jean-Louis Plouffe
Jean-Louis Plouffe (ur. 29 października 1940 w Ottawie) – kanadyjski duchowny katolicki, biskup Sault Sainte Marie w latach 1989-2015.

## Życiorys
Święcenia kapłańskie otrzymał 12 czerwca 1965 i inkardynowany został do archidiecezji Ottawa.
12 grudnia 1986 otrzymał nominację na biskupa pomocniczego Sault Sainte Marie w metropolii Kingston ze stolicą tytularną Lamzella. Sakry biskupiej udzielił mu 24 lutego 1989 abp Marcel André Gervais.
2 grudnia 1989 papież Jan Paweł II mianował go ordynariuszem Sault Sainte Marie.
12 listopada 2015 przeszedł na emeryturę.